# Carmona
Carmona és una ciutat de la província de Sevilla (Andalusia, Espanya). És a 30 km de Sevilla, sobre la darrera cota d'importància de Los Alcores a 235 m d'altitud, dominant la dilatada vega del riu Corbones. Té una població de 27.578 habitants. El terme té una extensió de 924,50 km². L'economia es basa principalment en l'agricultura, tot i que des de fa uns anys està explotant l'immens llegat històric i cultural per potenciar el turisme, tant nacional com internacional. Actualment està en procés de convertir-se en Patrimoni de la Humanitat per la UNESCO.

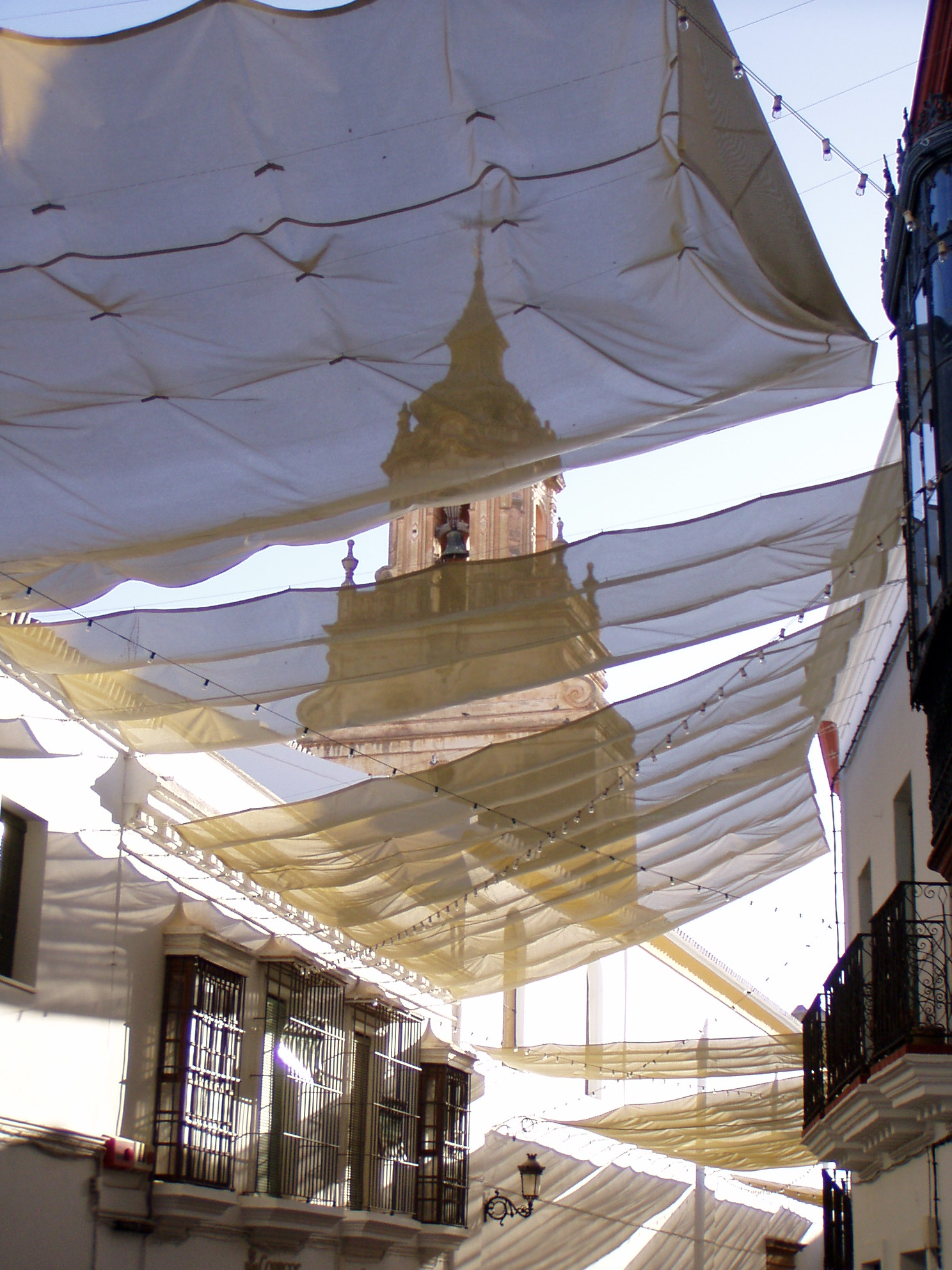
Vista de Carmona

Carmona és una de les ciutats amb més història de la província. Les diferents denominacions demostren la importància de la ciutat a través dels temps. El nom és d'arrel semita KAR que significa ciutat i s'explica per la més que probable fundació fenícia. Els romans la denominaren Carmo, i els àrabs Qarmuna (o Karmuna).
La fertilitat de la zona i la fàcil defensa del turó sobre el qual se situa la ciutat, va fer de Carmona un nucli de població important al llarg de tots els temps.
Els orígens es remunten al Neolític, període del qual s'han trobat rics jaciments arqueològics als seus voltants.
Posteriorment, va tenir una participació molt activa a la Segona Guerra Púnica (218-202 aC), va ser intensament romanitzada, arribant a tenir el privilegi d'encunyar moneda.
Per Carmona passava la Via Augusta, utilitzada i coneguda durant l'edat mitjana amb el nom d'El Arrecife, i de la que es conserven algunes restes i un pont. La ciutat actual reprodueix, amb algunes variants, l'organització urbanística romana. Va ser aquest període el més brillant de la història de Carmona, conservant innumerables mostres arqueològiques. Les dues portes principals del recinte emmurallat (les de Sevilla i Còrdova) són romanes.
Fou conquerida per Musa ibn Nusayr el 712. Carmona va conservar la seva importància durant l'època musulmana. Fou primer capital d'una kura (cora) o districte que limitava amb Ixbíliya (Sevilla) i Qurtuba (Còrdova). Les seves muralles la feien quasi inexpugnable; tenia segons al-Himyari una fàbrica d'armes, banys públics i una gran mesquita amb columnes de marbre; la seva vega era fèrtil i extensa, amb aigua abundant i nombrosos pobles, produint blat i ordi; abundaven les pedreres d'argila i pedra calcària, i els granats que brillaven de nit; a les muntanyes properes hi vivien els amazics. El 763 els iemenites favorables a al-Ala ibn Mughith van assetjar a Abd al-Rahman I a Carmona durant dos mesos. El 844 es van refugiar a la ciutat els sevillans que fugien de l'atac dels normands. Durant les lluites contra l'emir omeia Abd-Al·lah ibn Muhàmmad (888–912) al final del segle ix fou un centre de la rebel·lió i el 913 i altre cop el 914 va caure en mans de Muhàmmad ibn al-Hajjaj que la va conservar fins al 917 quan fou sotmesa per l'hàjib Badr.
Al segle xi estava governada per la família amaziga dels Banu Birzal que el 1023/1024 van quedar de fet independents. Fou ocupada per Màlaga el 1031 però els Banu Birzal van recuperar el domini el 1036 fins al 1066/1067 quan va caure quan va caure en mans de Yahya ibn Ismaïl al-Mamun de l'Emirat de Tulàytula que el 1067 la va entregar per error al rei abbadita de Sevilla. Aquest regne la va conservar fins al maig de 1091 quan la van ocupar els almoràvits.
El 1145 el cadi local es va fer independent i va reconèixer la sobirania de Còrdova, però molt poc després va reconèixer l'emir de Granada (1145-1147) per tornar a dependre de Còrdova del 1147 al 1148. En aquest darrer any fou annexionada pels almohades que la van conservar fins al 1229 excepte per un temps vers 1160 a 1161 quan la va dominar Ibn Hamuskh.
Llavors (1229) va passar al poderós Emirat de Múrsiya i dos anys després (1231) a l'Emirat d'Ixbíliya fins al 1233 en què va tornar a Múrcia. Els almohades la van recuperar efímerament el 1238 però el 1242 va reconèixer als Hàfsides de Tunísia (1242-1246).
L'estiu del 1247 fou ocupada pels castellans de Ferran III de Castella, que la va repoblar i dotar de Fur propi. El mateix rei la va descriure: Sicut Lucifer lucet in Aurora, sic in Wandalia Carmona (Així com l'estel brilla a l'aurora, a Andalusia brilla Carmona), dita que encara perdura al seu escut municipal. El seu fill, Alfons X el Savi, va realitzar la delimitació del seu terme municipal. Durant el regnat de Pere el Cruel, Carmona va ser objecte de predilecció reial. Va engrandir i convertir en residència reial el seu Alcázar de la Porta de Marchena. En aquestes dependències es van refugiar els seus fills, després de la mort violenta del rei a la batalla de Montiel. Durant els regnats de Joan II i Enric IV de Castella, Carmona va ser escenari de les rivalitats de les cases nobiliàries dels Ponce de León i els Guzmán. La participació de Carmona a la guerra de Granada va ser molt notable, com es pot comprovar a l'abundant documentació conservada a l'Arxiu Municipal.
El terratrèmol de Carmona de 1504 va destruir l'aqüeducte romà, les portes de la Sedia, de Morón i de Marchena, grans trossos en les muralles del Sud i l'altura anomenada El Picacho. En l'Alcàsser principal, el palau de Pere I de Castella, va haver-hi grans desperfectes, caient algunes torres.
L'any 1630 Felip IV va atorgar a Carmona el títol de ciutat. El 1869 va ser posada a prova en un dels primers intents d'implantació de la República Federal.

## Monuments
- Puerta de Sevilla del segle ix aC Conjunt històric format per una part de la muralla i un alcàsser.
- Puerta de Córdoba del segle i.
- Necròpolis, descoberta en 1.868. Conjunt funerari dels segles I aC - IV dC format per diversos centenars de cambres sepulcrals, excavades a la roca. Es conserven restes de la decoració mural de les parets.
- Plaça de San Fernando, amb edificis del segle xvi entre els quals destaca una casa d'estil mudèjar decorada amb rajoles i l'antic ajuntament.
- Diverses edificacions d'estil mudèjar dels segles XV i XVII.
- Edificacions d'estil Neoclàssic: antiga Cilla del Cabildo, de 1.790, i la Plaza de Abastos, de 1.842.
- Església de San Felipe del segle xiv d'estil mudèjar, artesanat, frontal de rajoles del XVI i un retaule major del xviii.
- Església de San Pedro del segle xv d'estil barroc.
- Església Prioral de Santa María del segle xv d'estil gòtic, capelles i orfebreria
- Convent de Santa Clara del segle xv d'estil mudèjar
- Convent de Concepción del segle XVI
- Hospital de la Caridad del segle xvi, sala capitular, d'estil mudèjar.
- Convent de las Descalzas del segle xviii.
- Alcàsser Porta de Sevilla d'origen Cartaginès.
- Restes de la muralla, principalment d'origen romà, però amb modificacions medievals, islàmiques i cristianes.
- Alcàsser del rei Don Pedro, d'origen almohade, tot i que ha patit nombroses reformes al llarg de la història efectuades per Pere I el Cruel, els Reis Catòlics, i les del segle xvii. Actualment alberga el Parador de Turisme Alcazar del Rey Don Pedro[Enllaç no actiu].